# 광주 포충사
광주 포충사(光州 褒忠祠)는 광주광역시 남구 원산동에 있는 사우이다. 1974년 5월 22일 광주광역시의 기념물 제7호로 지정되었다.
1601년 전라도 광주에 충렬공 고경명(忠烈公 高敬命)을 모시기 위해 지어졌고, 고경명의 아들 종후(從厚)·인후(因厚)와 팽로(彭老)·안영(安瑛)을 함께 배향하였다. 1603년 사액을 받았다.

## 개요
포충사는 임진왜란 때 호남의병을 이끌고 금산(錦山)싸움에서 순절한 고경명(高敬命, 1533~1592)·고종후(高從厚, 1554~1593)·고인후(高因厚, 1561~1592) 3부자와 유팽로(柳彭老,1554~1592)·안영(安瑛,1564~1592)을 모신 곳이다. 대원군의 서원철폐 때에도 장성의 필암서원과 함께 헐리지 않았던 전남지역 2대 서원 중 하나이다.
이 건물은 왜란 후 호남유생들이 충의로운 인물을 기리고자 세웠는데 1603년 고경명의 후손과 제자인 박지효(朴之孝)등이 임금에게 청하여 '포충(褒忠)'이라는 이름을 받았다. 1980년에 새로운 사당과 유물전시관(正氣館)·내외삼문·정화비 및 관리사무소 등을 세웠고 이때 옛 사당을 보수하면서 충효당(忠孝堂)·청사영당(晴沙影堂)·전사청(典祀廳)·고직사(庫直舍) 등을 철거하였다. 그러나 옛 사당과 동·서재는 본래의 위치에 비교적 원형이 잘 보존된 채로 남아있다. 포충사에 소장되어 있는 문적(文籍) 4종9점은 광주광역시 유형문화재 제21호로 지정되어 있기도 하다. 

## 소장 문화재
- 포충사 소장 고경명 문적 - 광주광역시 유형문화재 제21호

## 평가
포충사(褒忠祠)는 금산전투(錦山戰鬪)에서 순절(殉節)한 고경명(高敬命), 차남 고인후(高因厚), 유팽로(柳彭老), 안영(安瑛) 4명과 제2차 진주성전투(晉州城戰鬪)에서 남강(南江)에 투신(投身) 자결(自決)하여 순절한 장남 고종후(高從厚)와 5명만을 배향(配享)한 사당(祠堂)이다.
금산전투에 참여(參與)한 고경명을 비롯한 의병(義兵)은 6000명~7000명 이라고 모든 기록(記錄) 문헌(文獻)에서 밝히고 있다.
그러나 삼부자(三父子)를 제외한 의병은 유팽로(柳彭老), 안영(安瑛) 이 두 사람만을 배향(配享) 했을 뿐이다. 같이 함께 했던 6000~7000명 의병 이라고 인원 규묘를 자랑만 하고 있는 것이 아니겠는가? 
6000명~7000명의 의병에 비하면 5명만 배향이 되어 있다, 과연 6000명~7000명의 의병부대 라면 숫자와 규모에 비해 배향된 인원은 너무나 미미하고, 함께 전사 했던 의병분들은 안중에도 없었단 말이 아니겠는가? 
참으로 우습고 안타까운 일이 아닐 수 없다. 넓은 아량으로 이해를 해보자면 1601년부터 1978년까지는 개인의 사당 이라고 생각을 해보자, 1978년 시작하여   호국선열 유적지 정화사업으로 국가에서 새로운 사당을 1980년 준공 건립(현창:顯彰)한 이 후에는 불행 중 다행하게도 호남절의록 동순제공사실(湖南節義錄 同殉諸公事實:같이 함께 전사한 사실)에 실려 밝혀져 있는 의병 28인 외(外) 다른 문헌에서 밝혀진 7인의 의병과 35인 아라도 추가배향(追加配享)을 했어야 당연한 처사가 아니겠는가?
고경명은 문인으로서 시편은 물론 달리는 말위에서도 마상격문(馬上檄文)의 통문(通文)을 쓸만큼 글을 좋아 했던 글재주가 있는 분으로 상기를 해 보자면, 1592년 5월29부터 7월10일 전사할 때까지의 의병사 일기나 의병사록(義兵史錄)의 기록이 전무하다는 점이다. 
하물며 조헌(趙憲)을 모신 금산 종용사 에서는 고경명과 같이 함께 전사한 의병들을 다음과 같이 모셔져 있다. 
금산(錦山) 종용사(從容祠)에는 눈벌전투(1592.7.10.) 종용사에 묘셔진 주요 의사 라고 비석(碑石)에 34인의 의병(義兵)의 명단(名單)이 세겨져 있으며 배향(配享)되어 있다.
종용사에 모셔진 주요 의사
가나다순
눈벌전투(1592. 7. 10.)
고경명(高敬命), 강  염(姜  恬), 고몽룡(高夢龍), 고인후(高因厚), 고  훈(高  勳), 김덕홍(金德弘), 김봉학(金奉鶴), 김세근(金世近), 김신문(金申文), 김여정(金汝挺), 류팽로(柳彭老), 박광조(朴光祖), 박광종(朴光宗), 박언신(朴彦信), 박응주(朴應柱), 신  건(申  楗), 안  영(安  瑛), 양대박(梁大樸), 양정언(梁廷彦), 엄인원(嚴仁元), 오응필(吳應弼), 오응현(吳應賢), 이억수(李億壽), 이인우(李仁佑), 전용관(全用灌), 정귀세(鄭貴世), 조효원(趙孝元), 채희연(蔡希淵), 최영수(崔永水), 최응룡(崔應龍), 최홍립(崔弘立), 최후립(崔厚立), 하  정(河  丁), 한  순(韓  楯)등

## 같이 보기
- 고경명

## 참고 자료
- 포충사 - 국가유산청 국가유산포털